# Adam Bielecki (matematyk)
Adam Feliks Bielecki (ur. 13 lutego 1910 w Borysławiu, zm. 10 czerwca 2003 w Lublinie) – polski matematyk, profesor, specjalizujący się w analizie matematycznej oraz podstawach geometrii.

## Życiorys
W 1931 ukończył studia matematyczne na Uniwersytecie Jagiellońskim. Tytuł doktora filozofii uzyskał w 1935 na podstawie pracy O integralnym przedstawianiu m-wymiarowych powierzchni zawartych w n-wymiarowej przestrzeni euklidesowej za pomocą funkcji uwikłanych napisanej pod kierunkiem Witolda Wilkosza. W latach 1936–1939 pracował w Katedrze Fizyki Teoretycznej UJ. W listopadzie 1939 został uwięziony w ramach Sonderaktion Krakau, do kwietnia 1940 przebywał w obozach w Sachsenhausen i Dachau. Po zwolnieniu wrócił do Krakowa, pracował jako korepetytor i nauczyciel, angażował się w tajne nauczanie.
W 1945 pracował krótko w Zakładzie Matematycznym I na UJ, następnie do 1947 w Katedrze Matematyki Akademii Górniczej w Krakowie. Habilitację obronił na UMCS w 1949 roku. Profesor nadzwyczajny od 1950 roku, zwyczajny od 1958. Był członkiem PPS i następnie PZPR w latach 1948–1981. Pełnił funkcję I sekretarza Komitetu Uczelnianego PZPR na UMCS. 
W 1951 otrzymał Nagrodę im. Stefana Banacha. W PRL odznaczony Krzyżem Kawalerskim, Oficerskim i Komandorskim Orderu Odrodzenia Polski, Orderem Sztandaru Pracy II klasy, Złotym Krzyżem Zasługi, Medalem 10-lecia Polski Ludowej, Medalem 30-lecia Polski Ludowej, Medalem Komisji Edukacji Narodowej oraz Odznaką tytułu honorowego „Zasłużony Nauczyciel Polskiej Rzeczypospolitej Ludowej”.

## Badania
Zajmował się głównie redukcją aksjomatów geometrii euklidesowej podanej przez Davida Hilberta do systemu aksjomatów niezależnych. Badał także własności rodzin rozwiązań niektórych uogólnień równań różniczkowych zwyczajnych.